# 實里達
實里達（英語：Seletar）是一處位於新加坡東北部的規劃區，在市區重建局的規劃下屬於規劃區的一部分，由東北區管理。此規劃區在南面與榜鵝規劃區，東面與西面分別與榜鵝規劃區和義順規劃區相連，北邊則直接面向柔佛海峽以及海峽對岸的馬來西亞巴西古当市。
英國殖民時期，英國皇家空軍曾在此地建立一座空軍基地，目前當地政府正在將此機場及周邊區域共140公頃（1.4平方）的土地轉變為實里達航空園區，預計總產值達6千萬新加坡元。此園區在2018年完工，供專門從事飛機維護及維修服務等機構進駐。新加坡政府在行政規劃上，預計將實里達、裕廊東、淡濱尼、兀蘭轉變為區域中心，這些區域中心將為居民提供教育、零售、休閒和其它基本設施等需求。

## 地理

### 地理範圍
根據《沿著實里達河：發現新加坡隱藏的寶藏》（英語：Down the Seletar River: Discovering a Hidden Treasure of Singapore）一書記載，實里達東面邊界為榜鹅河，西面延伸至實里達河，南面邊界與宏茂橋相鄰，北邊則面向柔佛海峽。整個實里達所在的區域包括楊厝港、惹蘭加由、實里達蓄水池下段及上湯申一部分等地。

### 行政區劃
根據市區重建局規定，實里達規劃區在南邊與盛港規劃區相鄰，東面與西面分別與榜鵝規劃區和義順規劃區相隔一條河，北邊則直接面向柔佛海峽。在實里達規劃區內共分成4個區域，分別為實里達、實里達航空園區、榜鵝西島（Pulau Punggol Barat）、榜鵝東島（Pulau Punggol Timor）。

## 歷史
英國殖民時期，實里達一帶由新加坡樹膠公司（Singapore United Rubber Plantations Ltd）所擁有，該公司在此處有著一大片橡膠種植園。1923年時，英國海峽殖民地政府向新加坡樹膠公司購入位於實里達約600英畝（2.4平方）的土地，並讓英國皇家空軍在此地建立空軍基地。該空軍基地的建設於1929年完成，並在1930年正式開放。這是英國第一座在印度以東建立的皇家空軍基地，在加冷機場於1937年開放前，這座空軍基地同時擔任民用機場，為當地民眾服務。
第一次世界大戰後，為了應對新加坡日益漸增的供水需求，當地政府決定在實里達建立水庫，這座水庫始建於1920年，目前被稱為實里達蓄水池上段，並在1999年8月被標記為保護區。
時至今日，此地仍然有著許多棟殖民地時期的平房，這些平房當初是為英國皇家空軍軍事人員所建造的。2007年，為了開闢道路連接新規劃的實里達航空園區，當地政府宣布將拆除約174棟平房，剩下的204棟平房則被保留下來，其中一部分將轉變為航空航天培訓學校、餐廳、飲料店，另外131棟則仍為住宅用。

## 延伸閱讀
- Savage, Victor R.; Yeoh, Brenda S. A. . Eastern Universities Press. 2004. ISBN 981-210-205-1 （英语）.